# Un cuplu ciudat II
Un cuplu ciudat II (titlu original: The Odd Couple II) este un film american de comedie din 1998 regizat de Howard Deutch. Filmul este o continuare a filmului din 1968 Un cuplu ciudat. Scris de Neil Simon (care este și producător), în film apar Jack Lemmon ca Felix Ungar și Walter Matthau ca Oscar Madison. Este ultimul film în care cei doi actori apar împreună și ultimul scenariu al lui Simon. Filmul este, de asemenea, semnificativ în rândul continuărilor pentru că are unul dintre cele mai lungi decalaje între premiera originalului și cea a continuării.  Fiecare actor a mai jucat doar într-un film cinematografic după acesta, Lemmon în Misteriosul Bagger Vance și Matthau în Afurisitul de telefon! ambele din 2000 (niciun actor din cei doi într-un rol principal).

## Prezentare
Oscar și Felix  sunt vechi  prieteni care nu s-au mai văzut de mult timp. În prezent, Oscar locuiește în Sarasota, Florida, iar Felix în New York.  Oscar este invitat de fiul lui, Bruce, să participe la nunta sa cu fiica lui Felix. Nunta va avea loc în California. Oscar și Felix se reîntâlnesc în aeroportul din Los Angeles și închiriază  un autovehicul pentru a ajunge la San Malina. Dar Oscar uită valiza lui Felix când a închiriat mașina, valiză în care se afla costumul de nuntă al lui Felix și cadourile de nuntă. Pe drum, Oscar pierde, de asemenea, harta cu indicații spre San Malina, când se arde cu o țigară.

## Distribuție
- Jack Lemmon - Felix Ungar
- Walter Matthau - Oscar Madison
- Richard Riehle - Sheriff of Santa Manendez, CA
- Jonathan Silverman - Brucey Madison
- Lisa Waltz - Hannah Ungar
- Mary Beth Peil - Felice Adams
- Christine Baranski - Thelma
- Jean Smart - Holly
- Rex Linn - Jay Jay
- Jay O. Sanders - Leroy
- Barnard Hughes - Beaumont
- Ellen Geer - Frances Ungar-Melnick
- Doris Belack - Blanche Madison-Povitch
- Lou Cutell - Abe
- Mary Fogarty - Flossie
- Alice Ghostley - Esther
- Peggy Miley - Millie
- Rebecca Schull - Wanda
- Florence Stanley - Hattie
- Estelle Harris - Flirting woman in convertible
- Amy Yasbeck - Stewardess
- Liz Torres - Maria
- Myles Jeffrey - the little boy
- Daisy Velez - Conchita
- Joaquín Martínez - the truck driver
- Amy Parrish - the computer girl at the police station

## Producție
Filmările au început la   9 iunie 1997, în Los Angeles, California.

## Lansare și primire
A avut încasări de 18,91 milioane $.